# Imperium
Imperium es un término latino (imperĭum) que se traduce como «dominio» y cuyo significado moderno es el poder público. En la Antigua Roma significaba el poder de mando y castigo, de índole militar, del gobernante sobre los ciudadanos convocados a la guerra y el dominio sobre los territorios conquistados. No existe una traducción exacta al español, dado que el sistema político moderno de división de poderes difiere del romano antiguo, pero es similar al concepto de "soberanía".

## Antigua Roma
En su origen etrusco se trataba de la facultad y el derecho reconocido a una persona (dictador) o un conjunto de ellas, para ejercer con autoridad el poder militar. Y así fue en sus inicios en la Antigua Roma. De acuerdo a la tradición, fueron los dioses los que, en la fundación de Roma, concedieron el imperium a los reyes.
El imperium no era la única forma de autoridad existente para los romanos. También estaban la auctoritas y la potestas. La especificidad del imperium radica en el plano militar. El imperium consistía esencialmente en el mando de los ciudadanos en armas, lo cual incluía la capacidad de dictar sentencias de azotamiento o de muerte.
Durante la República pasa a ser una atribución de los funcionarios superiores, elegidos por la asamblea militar (comicia curiata): los magistrados curules (cónsules,  pretores, ediles curules), los promagistrados (procónsules o propretores) y el dictador. Se atribuía, bien como imperium domi bien como imperium militae. El primero tenía más un carácter de poder civil y se ejercía dentro de la ciudad; el segundo era más difuso, en algunos casos con poderes que alcanzaban la autoridad civil y militar, pero quedaba relegado a ejercerse fuera de Roma e incluía la posibilidad de dictar penas de muerte sobre los legionarios. A diferencia de la monarquía y posteriormente del imperio, en la República el imperium era un poder temporalmente fijado por la duración del cargo y era compartido con otros magistrados. El imperium no podía ser usado arbitrariamente por el magistrado contra los conciudadanos a su mando, porque al término de su gestión el magistrado volvía a ser uno más entre ellos y podía ser llevado a juicio. Hacia el final de la república, la diferenciación entre los dos tipos de imperium ('domi' y 'militae') se había diluido y su diferenciación se estableció en función del cargo que ocupaba quien lo ostentaba. Así surgen el imperium consular, el  pretoriano, el proconsular. El imperio proconsular era ejercido en una provincia y daba lugar a grandes abusos porque los habitantes que no tenían la ciudadanía romana estaban a merced del promagistrado.
El Imperium del magistrado era simbolizado de varias maneras. Un magistrado curul o promagistrado, llevaba un bastón de marfil coronado con la figura de un águila, y era escoltado por una guardia de lictores portando las fasces; fuera del pomerium, el límite urbano de Roma, a las fasces se agregaban hachas que indicaban el poder de ese magistrado para dictar la pena de muerte fuera de esa Ciudad (no había hachas en las fasces cuando el magistrado estaba dentro de Roma). El número de lictores que acompañaban a un magistrado era una muestra patente del grado de imperium:
- Edil curul (aedilis curulis) – 2 lictores
  - Puesto que el edil plebeyo (aedilis plebis) no tenía el poder de imperium, no tenía escolta de lictores.
- Magister equitum (Maestro de caballería, el lugarteniente del dictator) – 6 lictores
- Pretor – 6 lictores (2 lictores dentro del pomerium)
- Cónsul – 12 lictores cada uno
- Dictator – 24 lictores fuera del Pomerium y 12 adentro;
  - Dado que el dictator podía sentenciar la pena capital tanto dentro como fuera de Roma, sus lictores no retiraban las hachas de sus fasces dentro del pomerium.

Como puede observarse, el imperium dictatorial era superior al consular, este al pretoriano, este a su vez al edilicio; no está claro si el imperium pretoriano era superior al del maestro de caballería. Un promagistrado, o un ciudadano ejerciendo tareas magistrales sin haber sido nombrado oficialmente, tenían un imperium del mismo grado que la magistratura en cuestión (i.e., el imperium proconsular era equivalente al consular) y eran acompañados por un número igual de lictores.
Entre las reformas cornelianas del dictador Sila figuran los priuati cum imperio, que eran individuos sin magistratura a los cuales el Senado concedía imperium para una misión específica. Cneo Pompeyo fue uno de ellos.
La fundación del Imperio a partir del reinado de Augusto trajo otro cambio en el reparto del imperium. El emperador (imperator) romano tenía el imperium maius, es decir, era el jefe máximo y vitalicio de todas las legiones.

## Tras la desaparición del Imperio romano
Tras la caída del Imperio y la creación de los distintos reinos en Europa, el imperium recae sobre el rey o príncipe según los casos. La aparición del feudalismo obligó posteriormente a que la monarquía delegara en los señores buena parte de las facultades atribuidas a su imperium dentro de los feudos que se constituían. Al surgir del modelo de Cortes, como órganos donde la nobleza expresaba su voluntad al monarca y le asistía, fue conformando la división del poder público entre lo que más tarde serían los poderes del Estado moderno tras la Revolución francesa: el poder legislativo, el ejecutivo y el judicial.